# Lupo di Francesco

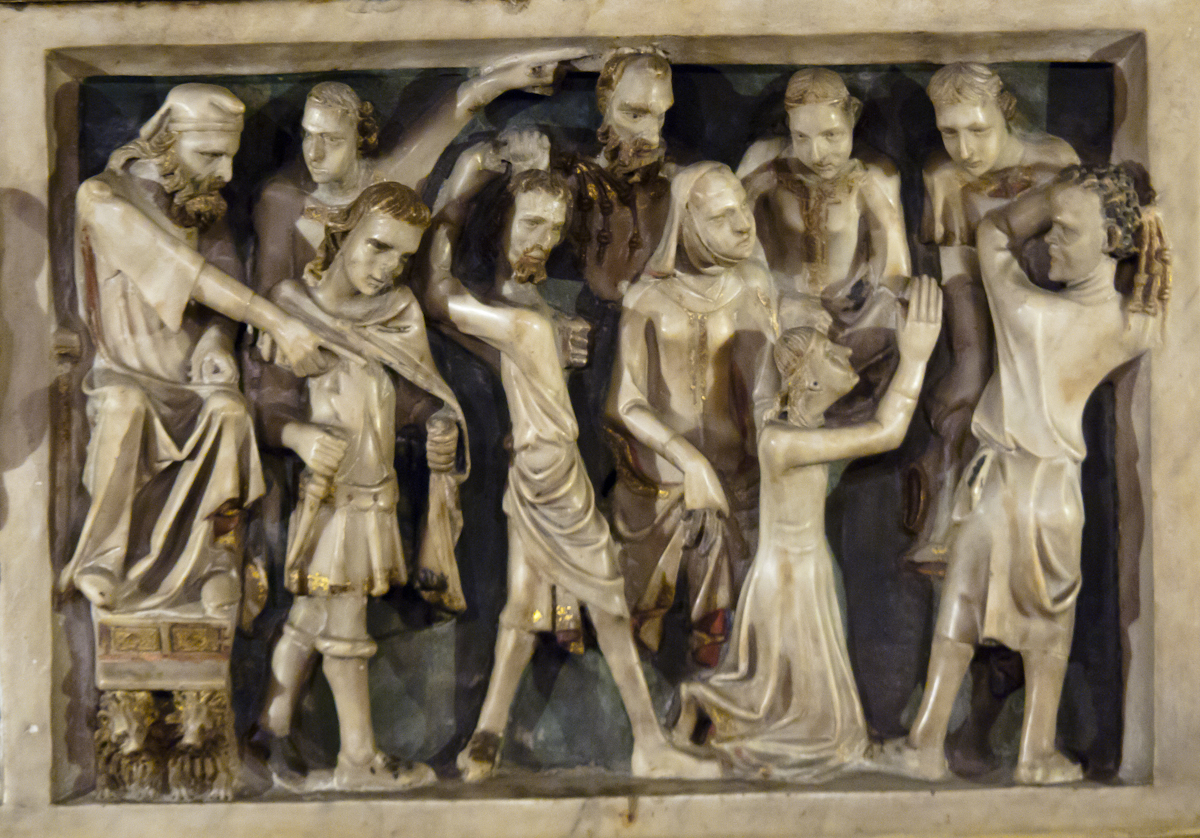
Sepolcro di Sant'Eulalia, Cattedrale di Barcellona

Lupo di Francesco (Pisa, XIII secolo – XIV secolo) è stato uno scultore e architetto italiano.

## Biografia
Allievo di Giovanni Pisano, e poi di Tino di Camaino, a cui subentrò nella direzione della fabbrica del duomo di Pisa nel 1315,  è noto soprattutto per l'oratorio, poi chiesa, di Santa Maria della Spina in Pisa.
Altre sue opere notevoli, attribuite dalla critica per analogia con il sepolcro di Sant'Eulalia nella Cattedrale di Barcellona, da lui scolpito negli anni venti del Trecento, sono il sepolcro della famiglia Della Gherardesca, un tempo in San Francesco a Pisa, oggi suddiviso tra Campo Santo e Museo di San Matteo, e il completamento del monumento ad Arrigo VII, poi smantellato all'inizio del XVII secolo e ricostruito in forma semplificata, ma senza le sculture di Lupo di Francesco, alcune delle quali reimpiegate nei monumenti del complesso del duomo di Pisa, ma in buona parte purtroppo smarrite.

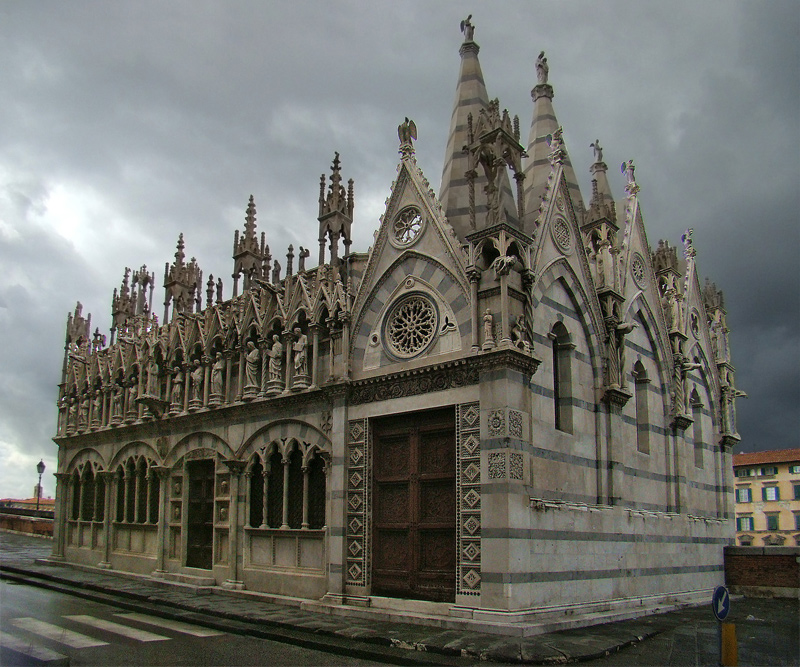
Chiesa di Santa Maria della Spina
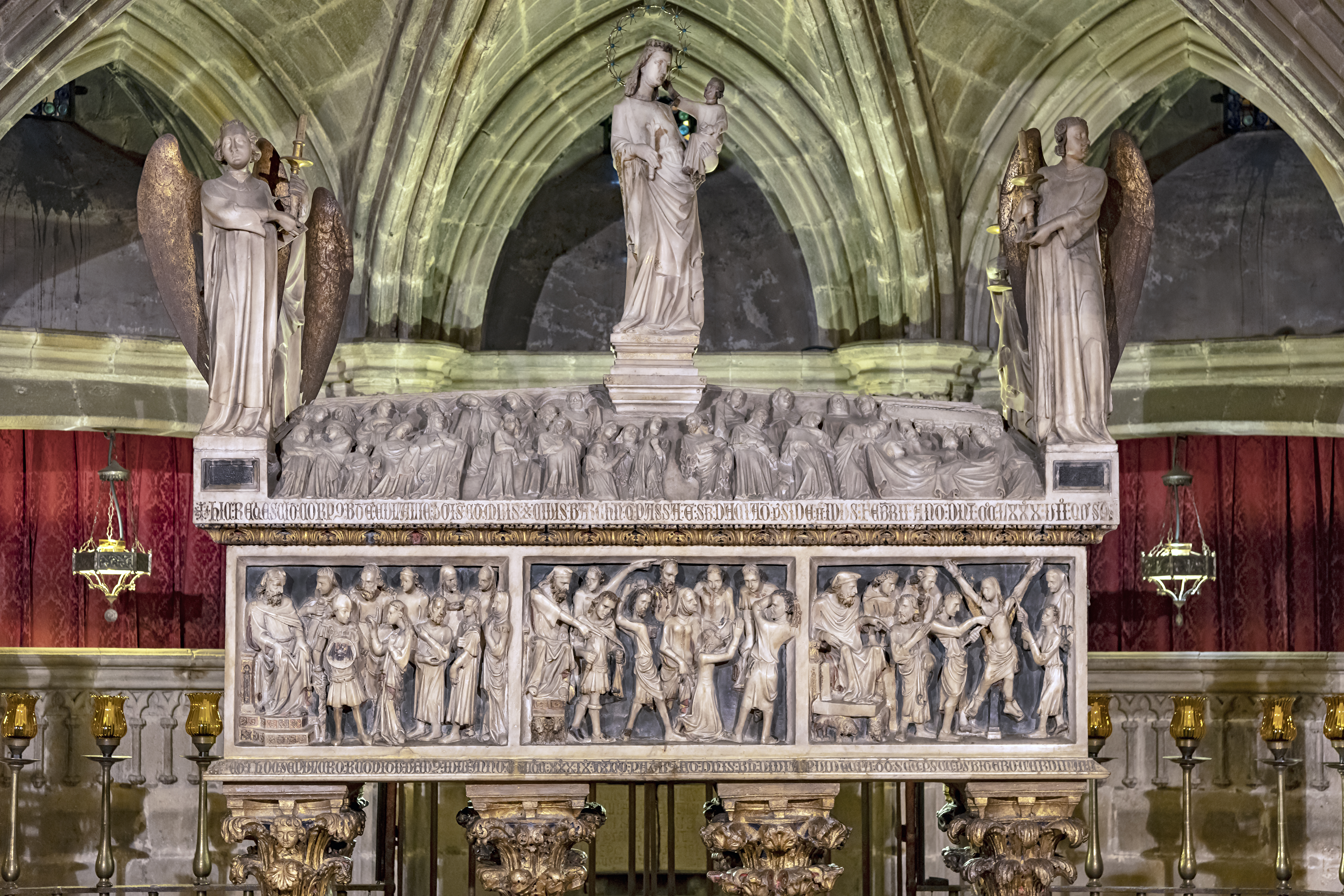
Tomba di Sant'Eulalia
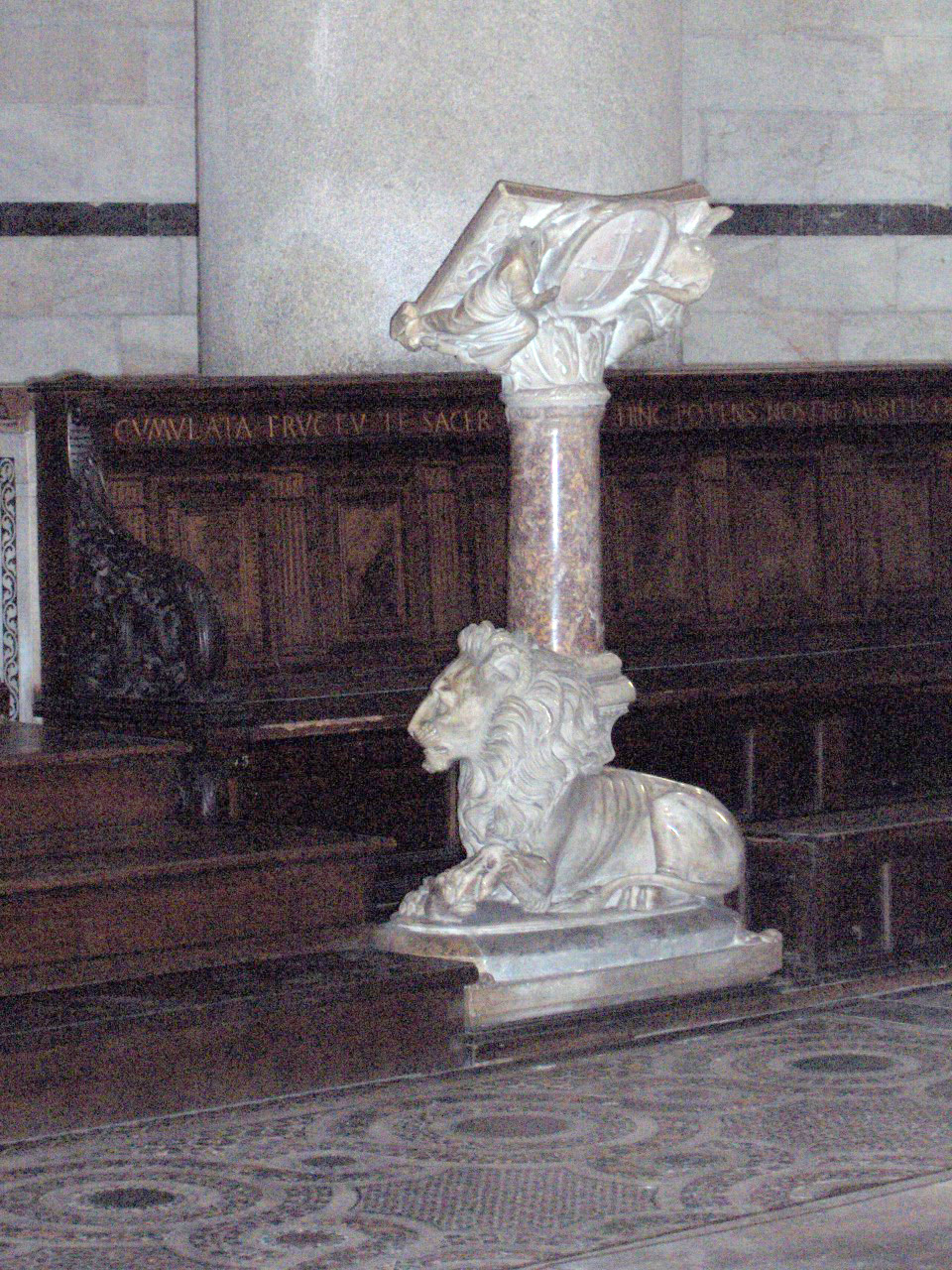
Leone stiloforo reimpiegato come leggio, un tempo parte del monumento ad Arrigo VII
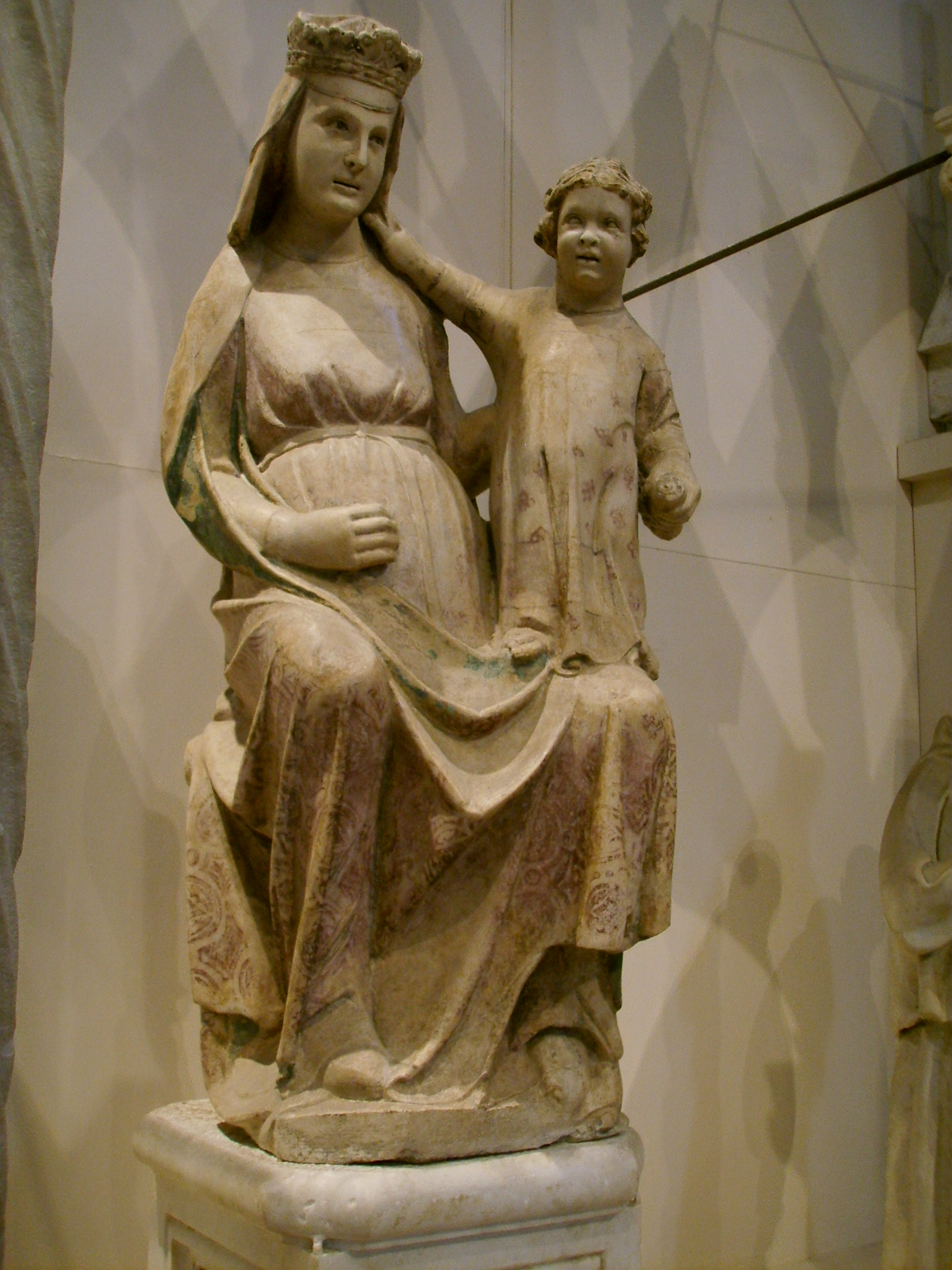
Parte superiore della Tomba della famiglia Della Gherardesca
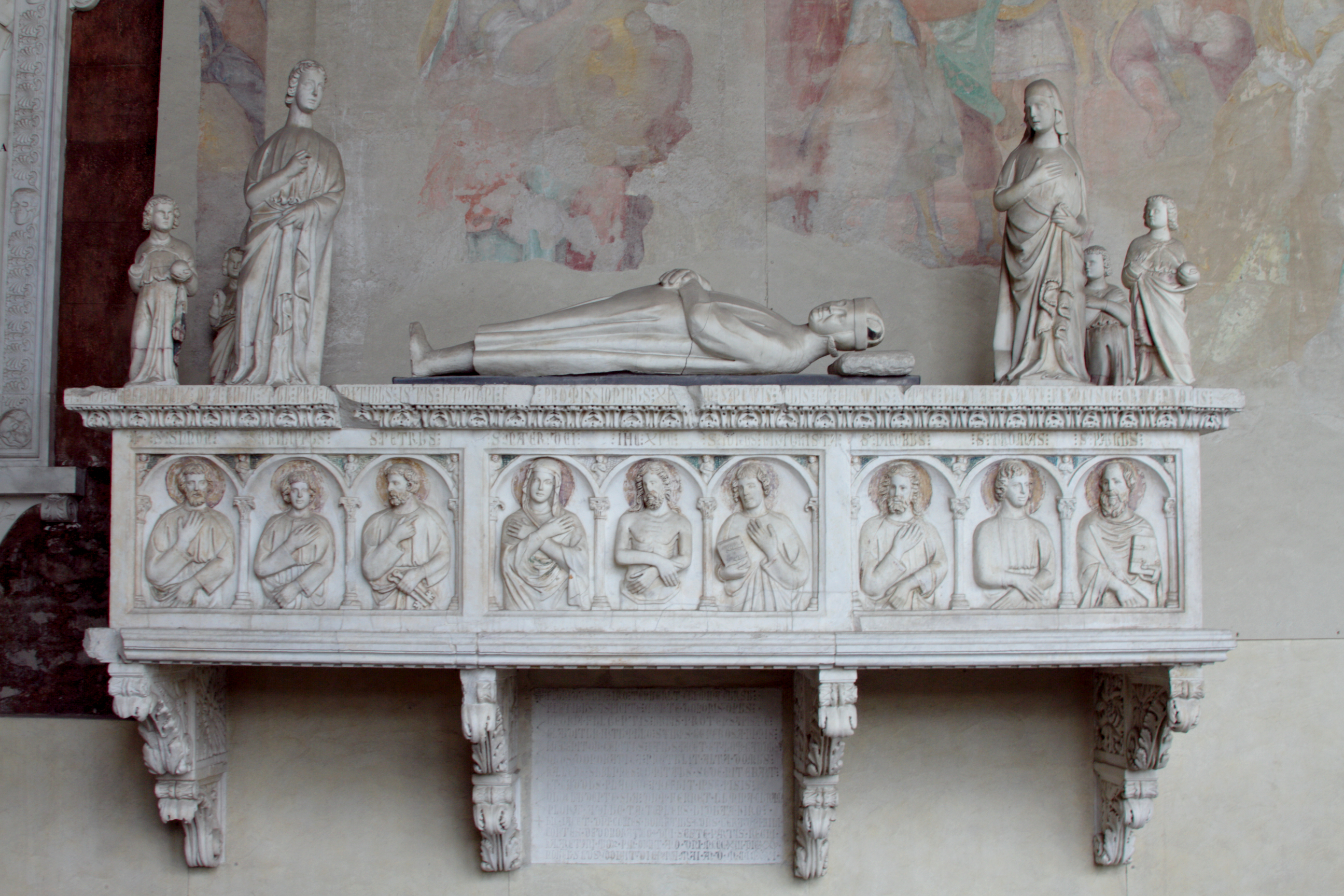
Parte inferiore della Tomba della famiglia Della Gherardesca